# Estíbaliz Veiga
Estíbaliz Veiga, nascuda a Celeiro de Mariñaos (Barreiros) el 4 de setembre de 1979, és una actriu gallega.

## Trajectòria
Estíbaliz Veiga és Diplomada en Pedagogia Teatral per la Universitat de la Corunya i els anys 2008 i 2009 va obtenir un Màster en interpretació per a cinema i televisió per la Central de Cine de Madrid.

## Filmografia

### Sèries
- Avenida de América (TVG, 2002)
- O show dos Tonechos (TVG, 2004-2007)
- Pepe o inglés (TVG, 2006)
- Catro fiestras (TVG, 2006)
- Efectos secundarios (TVG, 2007)
- Matalobos (TVG, 2009)
- Serramoura (TVG, 2014-2015; com Sara)
- Pazo de familia (TVG, 2014; com Sandra)

### Programes
- Luar (TVG; 2006-2007)
- Din que non falan (TVG,2024)[3]

### Cinema
- Os mortos van á présa (2008)
- Fútbol de Alterne (TVG, 2014)